# Hannah Simone
Hannah Simone, född 3 augusti 1980 i London, är en brittisk-kanadensisk programledare, skådespelare och modell.
Från maj 2006 till november 2008 arbetade hon som VJ på den kanadensiska musikkanalen MuchMusic. Sedan 2011 spelar hon rollen som Cece Parikh i TV-serien New Girl.
Simone föddes i London, hennes far är av indiskt ursprung och hennes mor av tysk, italiensk och grekisk-cypriotisk härkomst. Simone tillbringade delar av sin tidiga barndom i Calgary i Kanada men bodde även i Saudiarabien, Indien och Grekland under sin uppväxt.
Hannah Simone tog en Bachelor of Arts i internationella relationer och statsvetenskap vid University of British Columbia. År 2004 tog hon en BA i radio- och TV-vetenskap från Ryerson University. Under två år gjorde hon research för en bok skriven av tidigare utrikesminister Lloyd Axworthy. Efter detta flyttade hon till England och arbetade under en tid för FN.